# 김무환 (공학자)
김무환(1958년 ~ )은 대한민국의 공학자이다.

## 학력
- 1982년 ~ 1986년 : 위스콘신대학교 대학원 원자력공학 박사
- 1976년 ~ 1980년 : 서울대학교 원자핵공학 학사

## 경력
- 1987년 : 포항공과대학교 기계공학과 교수
- 2007년 1월 : 과학기술부 원자력위원회 민간위원
- 2007년 9월 : 포항공과대학교 학생처장
- 2011년 8월 : 포항공과대학교 입학처장
- 2011년 : 포항공과대학교 대외협력처장
- 2011년 9월 : 포항공과대학교 기획처장
- 2013년 10월 ~ 2016년 9월 : 제10대 한국원자력안전기술원 원장
- 2014년 12월 : 제2기 국가과학기술자문회의 과학기술기반분과 위원
- 제8대 포항공과대학교 총장
- 포항공과대학교 첨단원자력공학부 교수

## 제자
- 이장호 (공학자)

## 수상 내역
- 2007년 대한기계학회 추계학술대회 남헌학술상